# 彦根町
彦根町（ひこねちょう）は、滋賀県犬上郡にあった町。現在の彦根市の中心部にあたる。

## 地理
- 湖沼：琵琶湖
- 河川：芹川

## 歴史
- 1889年（明治22年）4月1日 - 町村制の施行により、彦根町（彦根京極下片原町・彦根尾末町・彦根金亀町・彦根連着町・彦根桶屋町・彦根四十九町・彦根上魚屋町・彦根下魚屋町・彦根職人町・彦根下藪下町・彦根西馬場町・彦根丸野木町・彦根石ヶ崎町・彦根内船町・彦根観音堂筋・彦根中島町・彦根一番町・彦根二番町・彦根三番町・彦根四番町・彦根五番町・彦根本町・彦根中藪上片原町・彦根中藪下片原町・彦根中藪下横町・彦根中藪土橋町・彦根東栄町・彦根西栄町・彦根下番衆町・彦根池洲町・彦根芹橋一丁目・彦根芹橋二丁目・彦根芹橋三丁目・彦根芹橋四丁目・彦根芹橋五丁目・彦根芹橋六丁目・彦根芹橋七丁目・彦根芹橋八丁目・彦根芹橋九丁目・彦根芹橋十丁目・彦根芹橋十一丁目・彦根芹橋十二丁目・彦根芹橋十三丁目・彦根芹橋十四丁目・彦根芹橋十五丁目・彦根勘定人町・彦根西池洲町・彦根小道具町・彦根鷹匠町・彦根餌指町・彦根彦根町・彦根柳町・彦根外船町・彦根北新町・彦根上瓦焼町・彦根下瓦焼町・彦根上藪下町・彦根上新屋敷町・彦根北組町・彦根東新町・彦根京町・彦根七十人町・彦根三筋町・彦根水流町・彦根百石町・彦根安清新屋敷町・彦根小藪町・彦根安養寺町・彦根平田町・彦根安養寺中町・彦根上番衆町・彦根中組西町・彦根中組東町・彦根江戸町・彦根外馬場町・彦根伊賀町・彦根河原町裏町・彦根旗手町・彦根上川原町・彦根巽町・彦根安清町・彦根袋町・彦根川原町・彦根橋本町・彦根土橋町・彦根芹新町・彦根岡町・彦根橋向町・彦根後三条町・彦根芹中町・彦根大橋町・彦根沼波町）の区域をもって発足。
- 1937年（昭和12年）2月11日 - 松原村・青波村・北青柳村・福満村・千本村と合併して彦根市が発足。同日彦根町廃止。

## 交通

### 鉄道路線
東海道本線・近江鉄道本線の彦根駅が隣接する青波村に所在。

## 名所・旧跡・観光スポット・祭事・催事
- 彦根城
- 滋賀縣護國神社
- 埋木舎